# Premio Estudios Financieros
El Premio «Estudios Financieros» es un galardón que reconoce la labor investigadora y creativa en el ámbito universitario, de la administración pública y la empresa privada. Fue creado en España en 1990 por el Centro de Estudios Financieros (CEF), y se convoca anualmente en ocho modalidades: Tributación; Contabilidad y Administración de Empresas; Derecho del Trabajo y Seguridad Social; Recursos Humanos; Derecho Civil y Mercantil; Educación y Nuevas Tecnologías; y Marketing y Publicidad.

## Desarrollo
El premio, que fue creado en 1990 por Roque de las Heras, fundador del Centro de Estudios Financieros, ha contado con más de treinta ediciones, y cada año concurren unos 200 participantes. Es un concurso abierto en lengua castellana y al que pueden acceder tanto trabajos de España como de Latinoamérica. Cada año, el premio tiene una dotación aproximada de 100.000 €. Existen dos categorías por cada modalidad: primer premio y accésit, con un premio de 9.000 y 900 euros respectivamente. En algunos casos se conceden varios accésit por cada modalidad. Los  trabajos premiados se publican en las distintas revistas editadas por el CEF. 
A  los premios pueden optar las personas físicas, individual o colectivamente,  con trabajos originales, inéditos y que deben estar relacionados con alguna de las modalidades convocadas, con un mínimo de 25 páginas y un máximo de 35.
El premio busca estimular la investigación práctica, aquello que puede aplicarse para la mejora del ámbito profesional tanto en el mundo empresarial como en la administración pública. La convocatoria anual suele hacerse pública en el BOE durante el mes de diciembre de cada año y el plazo de presentación de los trabajos finaliza en los primeros días de mayo, siendo el fallo del jurado a mediados de julio o de septiembre, en un acto público ante notario. La ceremonia de entrega suele celebrarse a finales del mes de septiembre o durante el mes de octubre. 
El jurado de cada modalidad está formado por personas ilustres, expertas en la materia a concursar, que normalmente ocupan cátedras, o son profesores titulares de universidad o magistrados y altos funcionarios. 

### Convocatoria XXXI- Premio Estudios Financieros 2021 - Primeros Premios
| Año  | Modalidad                                               | Premiados                                                                                        | Obra ganadora |
| 2021 | Tributación - Primer Premio                             | Juan Ramón Pérez Tena                                                                            | La lucha contra el software de doble uso en la Ley general tributaria: un ensayo de infracciones tributarias permanentes                                              |
| 2021 | Contabilidad - Primer Premio                            | María Concepción Burgos García y Pablo Javier Romano Aparicio                                    | La contabilidad del beneficio residual |
| 2021 | Derecho del Trabajo y Seguridad Social - Primer Premio  | Yolanda Maneiro Vázquez                                                                          | La discriminación por asociación desde la doctrina del Tribunal de Justicia hasta la doctrina judicial nacional. Nuevos retos de las ¿nuevas? formas discriminatorias |
| 2021 | Recursos Humanos - Primer Premio                        | José Ignacio Galán y José Ángel Zúñiga Vicente                                                   | Gig economy: ¿El inicio de una nueva era en la gestión de los recursos humanos?                                                                                       |
| 2021 | Derecho Civil y Mercantil - Primer Premio               | Javier Serra Callejo                                                                             | Validez y eficacia de los pactos parasociales: un enfoque sistemático                                                                                                 |
| 2021 | Derecho Constitucional y Administrativo - Primer Premio | César Cierco Seira                                                                               | El estatuto inacabado del codemandado en lo contencioso-administrativo                                                                                                |
| 2021 | Marketing y Publicidad - Primer Premio                  | Luis Alberto Casado Aranda y Juan Sánchez Fernández                                              | ¿Puede el neuromarketing ayudar a mejorar el diseño de la web de compra? Un estudio neurocientífico sobre entornos de compra hedónicos y utilitarios                  |
| 2021 | Educación y Nuevas Tecnologías - Primer Premio          | Alejandro Salvador Gómez, Inmaculada Beltrán Martín, Ana Belén Escrig Tena y Beatriz García Juan | El escape room virtual: herramienta docente universitaria para el desarrollo de competencias transversales y retención del conocimiento                               |